# Ryba jménem Selma
Ryba jménem Selma (v anglickém originále A Fish Called Selma) je 19. díl 7. řady (celkem 147.) amerického animovaného seriálu Simpsonovi. Scénář napsal Jack Barth a díl režíroval Mark Kirkland. V USA měl premiéru dne 24. března 1996 na stanici Fox Broadcasting Company a v Česku byl poprvé vysílán 13. ledna 1998 na stanici ČT2.

## Děj
Náčelník Wiggum zastaví Troye McClura za bezohlednou jízdu a všimne si, že jeho řidičský průkaz vyžaduje nošení brýlí, nicméně Troy je kvůli své ješitnosti nerad nosí. Navštíví Selmu Bouvierovou na dopravním inspektorátu a nabídne jí, že ji vezme na večeři, pokud mu umožní projít zkouškou zraku. Po večeři uvidí paparazzi fotografové Troye, jak odchází se Selmou, a příběh se dostane do zpráv. Jeho agent MacArthur Parker říká, že Troy může zinscenovat návrat ke kariéře, pokud se bude se Selmou dál vídat. Na radu svého agenta požádá Troy Selmu o ruku a ona souhlasí. 
Noc před svatbou opilý Troy řekne Homerovi, že Selmu nemiluje a využívá ji jen jako falešnou manželku, aby podpořil svou kariéru. Marge a Patty se snaží Selmu přesvědčit, že její manželství je fingované, ale ta je obviní ze žárlivosti. Konfrontuje Troye, jenž bezostyšně přizná, že jejich manželství je fiktivní, ale tvrdí, že má všechno, co si může přát, a že jí budou „závidět všechny ostatní fiktivní manželky ve městě“. Selma má pochybnosti, ale souhlasí s tím, že si Troye vezme, protože se bojí zůstat sama. 
Parker si myslí, že by mohl Troyovi zajistit roli McBainova pomocníka ve filmu McBain IV: Osudový výboj, pokud zplodí děti. Troy a Selma se připravují na početí dítěte, ale Troyovi je nepříjemné spát se ženami kvůli jeho „bizarnímu rybímu fetiši“; zvěsti o jeho nekonvenční sexualitě kdysi zadupaly jeho kariéru a zabránily jeho návratu. Selma se rozhodne, že přivést dítě do manželství bez lásky je špatné, a Troye opustí. Bulvární televizní pořad potvrdí, že Troy odmítl roli McBainova pomocníka, aby mohl režírovat a hrát ve svém vlastním filmu The Contrabulous Fabtraption of Professor Horatio Hufnagel, který produkuje společnost 20th Century Fox.

## Produkce
Bill Oakley a Josh Weinstein byli fanoušky herce Phila Hartmana, jenž v seriálu hostoval od 2. řady. Rozhodli se natočit epizodu, která by se celá týkala jeho postavy Troye McClura, aby Hartman měl co nejvíce práce. Oakley chtěl prozkoumat Troyovu postavu, protože nikdy předtím nepřišel do styku s ostatními postavami seriálu a objevoval se pouze v televizi. Scenáristé si vybrali dějový nápad Troyovy svatby se Selmou Bouvierovou, protože „si pořád brala lidi“. První návrh dílu napsal nezávislý autor Jack Barth, ačkoli zbytek scenáristického týmu jej přepsal.
Jedním z aspektů přepisu byla píseň „Dr. Zaius“ z muzikálu Planeta opic, kterou štáb považuje za jedno z nejlepších hudebních čísel, která kdy byla pro Simpsonovy napsána. Dvě písně z muzikálu složil Alf Clausen, který pracoval jako kopírovač na původním filmu Planeta opic. Weinstein – který v té době film neviděl – ji ve scenáristické místnosti nadhodil jako „Rock Me Dr. Zaius“, což byla parodie na píseň „Rock Me Amadeus“ od Falca z roku 1985. Rozšířil ji na plnohodnotnou píseň, kterou vymyslel především George Meyer a zahrnul do ní „otřepané“ aspekty vaudevillu. Verš „From chimpan-A to chimpan-Z“ v závěrečné písni muzikálu napsal David X. Cohen. Oakley se vyjádřil, že tuto hlášku slyšel „po celém světě“. Několik zaměstnanců se vyjádřilo, že psaní parodie na Planetu opic vyvolalo ve scenáristické místnosti velké nadšení: Oakley ji popsal jako „jeden z těch vzácných výbuchů tvůrčí geniality. Spousta věcí, které si lidé pamatují a milují v Simpsonových, byly příšerné noční šrotovné, zatímco tohle byla prostě kouzelná návštěva víly vtipu.“
Režisér Mark Kirkland byl rád, že hvězdou epizody je Troy; interpretace Hartmanova hlasového projevu ho bavila, protože jemu a ostatním animátorům umožnila McClura „vizuálně otevřít jako postavu“. Kvůli pomalému tempu mluvení Troye a Selmy byla zvuková stopa epizody dlouhá 28 minut; to znamenalo, že muselo být vystřiženo několik scén, včetně Troyovy rozlučky se svobodou. Poté, co herci dokončili původní nahrávku, hostující hvězda Jeff Goldblum znovu nahrál svůj dialog v roli MacArthura Parkera rychleji, aby jej ještě více zkrátil. Design jeho postavy byl volně modelován podle něj, stejně jako podle skutečného „slizkého hollywoodského agenta“. Animátoři zhlédli několik Goldblumových filmů, včetně snímku The Tall Guy, aby získali lepší představu o jeho výkonu.
V průběhu dílu je naznačeno, že se Troy věnuje parafilii. Scenáristé zpočátku nevěděli, o jakou „nechutnou“ sexuální preferenci by se mělo jednat, ale nakonec se rozhodli pro rybí fetiš, což navrhl výkonný producent James L. Brooks, protože to bylo „tak zvrácené a divné, až to bylo za hranou“. Při společném čtení epizody jedna z účastnic vykřikla, že věta „odteď kouří za dva“ musí ze scénáře „zmizet“; její žádost však byla zamítnuta. Na stěny restaurace Pimento Grove animátoři umístili karikatury všech hostujících hvězd, jež se v seriálu do té doby objevily, a také obrázky fiktivních celebrit seriálu.

## Kulturní odkazy
Název dílu je odkazem na film Ryba jménem Wanda, zatímco v úvodní scéně se objevuje parodie na Mupety. McClure se objevuje v muzikálové verzi Planety opic; píseň „Dr. Zaius“ je parodií na skladbu „Rock Me Amadeus“ od Falca. Název muzikálu Stop Stop the Planet of the Apes. I Want to Get Off! je odkazem na divadelní představení Stop the World – I Want to Get Off. Scéna se Selmou a Troyem, kteří kouří, je podobná filmu A teď, cestovateli. Dům, ve kterém McClure bydlí, je založen na Chemosphere v Kalifornii, jeho autem je DeLorean. Zastavení McClura je odkazem na to, když byl Johnny Carson v roce 1982 zatčen za řízení pod vlivem alkoholu ve svém DeLoreanu. Hlasy moderátorů zpráv ze showbyznysu, které namluvili Hank Azaria a Pamela Haydenová, jsou založeny na moderátorech pořadu Entertainment Tonight Johnu Teshovi a Mary Hartové.
McClure popisuje leguána Jub-Juba jako „Everywhere You Want to Be“ v narážce na reklamu na Visa. Ken Keeler nadhodil jméno MacArthur Parker v narážce na píseň „MacArthur Park“, kterou napsal Jimmy Webb a poprvé ji nahrál Richard Harris. Kostýmy Selmy jsou vytvořeny podle šatů Marilyn Monroe. Na svatbě si Homer v duchu zpívá „Rock and Roll Part 2“ od Garyho Glittera. Fámy o tom, že Troy McClure má bizarní fetiš na mořské živočichy, odrážejí sexuální fámy o Richardu Gerovi a pískomilovi.

## Přijetí
V původním vysílání skončila Ryba jménem Selma v týdnu od 18. do 24. března 1996 na 66. místě v žebříčku sledovanosti s ratingem 7,8 podle agentury Nielsen. Byl to šestý nejlépe hodnocený pořad na stanici Fox v tomto týdnu.
V roce 2021 časopis Entertainment Weekly zařadil epizodu na páté místo svého seznamu 25 nejlepších epizod Simpsonových. Časopis Empire v roce 2004 označil epizodu za „vrchol dlouholeté lásky k Planetě opic“ a uvedl ji jako McClurovu „nejlepší hodinu“. V roce 2006 server IGN označil díl za nejlepší epizodu 7. řady s tím, že se zdála být „jasnou volbou“. Muzikál označili za nejlepší moment dílu a „možná i celého seriálu“. V recenzi z roku 2008 Robert Canning z IGN ocenil výkon Phila Hartmana jako „prostě nejlepší ze všech hostujících vystoupení v Simpsonových“. V závěru uvedl: „Hartman se v roli herce objevuje velmi často. Jistě, epizoda je napsaná chytře a vtipy jsou vtipné, ale bez Phila Hartmana v roli Troye McClura by Ryba jménem Selma byla jen dobrá. S Hartmanem je fantastická!“.
V roce 2006 také Kimberly Pottsová z AOL Television označila díl za 14. nejlepší epizodu seriálu, Dave Foster z DVD Times ve své recenzi z roku 2006 díl pochválil, stejně jako účast Jeffa Goldbluma na audiokomentáři. Prohlásil: „Goldbumb je velmi dobrý herec, který se snaží o to, aby se mu podařilo dostat se na obrazovku. Pro ty, kteří ještě nebyli svědky hudebního pojetí Planety opic v podání Troye McClureho, no, dalo by se říct, že jste ještě nežili! Hudební parodie v té nejlepší formě, vizuální a zvukové požitky v této jediné krátké sekvenci zaručují doporučení, že tato sezóna je jedním z nejinspirativnějších momentů mnoha sezón Simpsonových.“.
V roce 2012 díl Johnny Dee z deníku The Guardian zařadil mezi svých pět nejoblíbenějších epizod v historii Simpsonových, když napsal: „Klíčem k dlouhověkosti Simpsonových jsou vedlejší postavy, které se objevují jen zhruba jednou za řadu. A žádná z nich to není víc než Troy McClure.“. Warren Martyn a Adrian Wood, autoři knihy I Can't Believe It's a Bigger and Better Updated Unofficial Simpsons Guide, byli potěšeni, že „Troy McClure konečně dostal hlavní roli“.